# Brundiniella yagukiensis
Brundiniella yagukiensis är en tvåvingeart som beskrevs av Niitsuma 2003. Brundiniella yagukiensis ingår i släktet Brundiniella och familjen fjädermyggor. Inga underarter finns listade i Catalogue of Life.